# 端株
端株（はかぶ）とは、株式の一株に満たない端数で、端株原簿に記載されたものを指す、平成17年改正前の商法時代の制度である（商法旧会社編220条ノ2以下）。2005年（平成17年）に制定された会社法においては下記のように端株制度は存在せず、会社法の施行に伴う関係法律の整備等に関する法律（会社法整備法）86条1項は「この法律の施行の際現に存する旧株式会社の端株については、なお従前の例による」と定めているため、その限りで旧商法を参照せねばならない。ただし、証券保管振替制度へ移行した株式は端株の管理が行えないため、株券が全面電子化されて以降、上場企業の端株は現存しない。
単元未満株についても「端株」と通称される例がある が、正しくは両者は別物である（後述）。

## 制度の沿革
1981年（昭和56年）商法改正では、株式の出資単位を5万円に引き上げた（単位株）。同改正前は出資単位が500円であったため、一株に満たない端数の価値は微々たるものであったが、同改正によって端数の経済的価値も無視できないものとなった。そこで同改正では、同時に端株制度についても規定し、一株に満たない端数で、一株の100分の1の整数倍に当たるものに限り、端株として一定の保護を与えることにした。つまり、端株制度は出資単位引き上げによる株主管理コストの軽減と端株主の保護の調整のための制度である。
2001年（平成13年）6月の商法改正では、株式の出資単位を法が強制することをやめたため（単元株）、端株制度を採用するかどうか、採用する場合に端株として認める端数をどう定めるかは会社ごとの判断（定款自治）に委ねられることになった。
さらに、2005年（平成17年）の商法改正では、端株制度を廃止することにした。これは、制度趣旨が単元株制度と共通していることから、現実に多く使われている単元株制度に一本化したものである。したがって、会社法に端株についての規定は存在しない。もっとも、会社法234条、235条は一株に満たない端数の処理について規定しているが、制度としての端株は無い。ただし、冒頭でも述べたように、会社法施行前から存在する端株については、会社法施行後においても存在が許され、その処理についてはかつての商法旧会社編の規定が適用されることになる（会社法整備法86条1項）。

## 商法旧会社編での端株制度
以下の記述は、会社法が施行されるまでの商法に従っていることに注意。

### 端株の発生
端株が発生するのは、株式の発行、株式併合または株式分割によって一株の100分の1の整数倍に当たる端数が生じたときである（商法220条ノ2第1項）。ただし、定款によって100分の1とは異なる割合を定めることもできる（同条3項前段）。端数について端株原簿に記載しない旨を定款で定めれば、端株は発生しない（同条3項後段）。

### 端株原簿
会社は、端株となるべき端数が生じたときは端株原簿に記載または記録しなければならない（同条1項）。端株原簿とは、端株主に関する事項を明らかにするために作成される会社の法定帳簿である。端株原簿には、端株主の氏名及び住所、端株主の有する端株の種類及び一株に対する割合、端株取得の年月日、その他の事項を記載する。

### 端株主
端株主には、株主の権利のうち共益権（会社の管理運営に参加する権利）は認められない。自益権（会社から経済的利益を受ける権利）は一定のものが認められる（商法220条ノ3）。株式の消却・併合・分割又は株式交換・株式移転・会社分割・合併によって株式又は金銭を受ける権利、残余財産分配請求権は全ての端株主に認められる。これに対し、利益配当請求権（中間配当請求権）、利息請求権、株式の転換請求権、新株・新株予約権・新株予約権付社債の引受権は原則として認められるが、会社が定款で権利を与えない旨を定めることができる。
平成13年商法改正前は端株券を発行してもらい、流通に付すことで投下資本を回収することもできたが、同改正は端株券の発行を禁止し、名義書換に関する制度も無くなったことから、端株券を譲渡することはできなくなった。その代わり、会社に対して端株買取請求権を有する（商法220条ノ6）。
端株主が新たに株式の交付を受け、従来有する端株と併せて一株となるときは、株主となる（商法220条ノ5第1項）。もっとも、端株券が廃止されたことから、端株の流通によって株主となることはない。株主総会において議決権を行使すべき者を定める基準日を会社が定めたときは、基準日後に株主となった者はその株主総会では議決権を有しない（同条2項）。
会社が定款によって、端株主がその端株と併せて一株となるべき端株を売り渡すべき旨を会社に請求することができることを定めたときは、端株主は会社に対して端株の買増請求ができる（商法220条ノ7）。

## 端株と単元未満株
端株も単元未満株も「市場取引する単位に満たない」「株主としての権利に制約がある」「買い取りや、単元までの買い増しを会社に請求できる」など共通点は多いが、単元未満株は単元株制度を採用する会社（＝端株制度を採用しない会社）の最低売買単位である単元に満たない1株の整数倍の株式のことであり、1株未満の株式である端株とは異なる。なお、100株単元の設定を行うために1株→100株の株式分割を行った企業では、従前の端株（1/100株単位）も100分割されることで1株単位となり、単元未満株へ移行する形となっている。